# وورين شميت
وورين شميت (بالإنجليزية: Wrenn Schmidt)‏ هي ممثلة أمريكية، ولدت في 1983 بليكسينغتون في الولايات المتحدة.

## أعمال

### مسلسلات
- الأمريكيون[5]
- قانون ونظام
- منبوذ
- لكل البشرية

## وصلات خارجية
- وورين شميت على موقع IMDb (الإنجليزية)
- وورين شميت على موقع ألو سيني (الفرنسية)
- وورين شميت على موقع أول موفي (الإنجليزية)
- وورين شميت على موقع قاعدة بيانات الفيلم (الإنجليزية)
- وورين شميت على موقع كينوبويسك (الروسية)